# Quattro Giorni di Dunkerque 2006
La Quattro Giorni di Dunkerque 2006, cinquantaduesima edizione della corsa, si svolse in cinque tappe dal 3 al 7 maggio 2006, per un percorso totale di 901,6 km. Fu vinta dall'italiano Roberto Petito che terminò la gara in 21h33'24".

## Tappe
| Tappa  | Data     | Percorso                                             | km    | Vincitore di tappa | Leader cl. generale |
| ------ | -------- | ---------------------------------------------------- | ----- | ------------------ | ------------------- |
| 1ª     | 3 maggio | Dunkerque > Gravelines                               | 161,9 | Francesco Chicchi  | Francesco Chicchi   |
| 2ª     | 4 maggio | Arques > Le Cateau-Cambrésis                         | 204,7 | Roberto Petito     | Roberto Petito      |
| 3ª     | 5 maggio | Fontaine-au-Pire > Hénin-Beaumont                    | 181,1 | Gert Steegmans     | Roberto Petito      |
| 4ª     | 6 maggio | Nœux-les-Mines > Parc Dép.tal d'Olhain-Pas-de-Calais | 190,2 | Pierrick Fédrigo   | Roberto Petito      |
| 5ª     | 7 maggio | Seclin > Dunkerque                                   | 163,7 | Isaac Gálvez       | Roberto Petito      |
| Totale | Totale   | Totale                                               | 901,6 |                    |                     |

## Squadre e corridori partecipanti
| N.      | Cod. | Squadra                          |
| ------- | ---- | -------------------------------- |
| 1-8     | BTL  | Bouygues Télécom                 |
| 11-18   | C.A  | Crédit Agricole                  |
| 21-28   | CSC  | Team CSC                         |
| 31-38   | A2R  | AG2R Prévoyance                  |
| 41-48   | FDJ  | Française des Jeux               |
| 51-58   | COF  | Cofidis, le Crédit par Téléphone |
| 61-68   | DVL  | Davitamon-Lotto                  |
| 71-78   | CEI  | Caisse d'Epargne-Illes Balears   |
| 81-88   | QSI  | Quick Step-Innergetic            |
| 91-98   | MRM  | Team Milram                      |
| 101-108 | AGR  | Agritubel                        |
| 111-118 | UNI  | Unibet.com                       |

| N.      | Cod. | Squadra                          |
| ------- | ---- | -------------------------------- |
| 121-128 | TEN  | Tenax-Salmilano                  |
| 131-138 | LAN  | Landbouwkrediet-Colnago          |
| 141-148 | SKS  | Skil-Shimano                     |
| 151-158 | JAC  | Chocolade Jacques-Topsport Vl.   |
| 161-168 | NSM  | Naturino-Sapore di Mare          |
| 171-178 | WIE  | Team Wiesenhof-AKUD              |
| 181-188 | ASA  | Acqua & Sapone                   |
| 191-198 | HNM  | Health Net presented by Maxxis   |
| 201-208 | CLM  | Selle Italia-Serr. Diquigiovanni |
| 211-218 | AUB  | Auber 93                         |
| 221-228 | BJF  | Gr. Sportif Bretagne-Jean Floc'h |

## Dettagli delle tappe

### 1ª tappa
- 3 maggio: Dunkerque > Gravelines – 161,9 km

Risultati
| Pos. | Corridore         | Squadra         | Tempo    |
| ---- | ----------------- | --------------- | -------- |
| 1    | Francesco Chicchi | Quick Step      | 3h42'34" |
| 2    | Fred Rodriguez    | Davitamon       | s.t.     |
| 3    | Thor Hushovd      | Crédit Agricole | s.t.     |

| Pos. | Corridore         | Squadra         | Tempo    |
| ---- | ----------------- | --------------- | -------- |
| 1    | Francesco Chicchi | Quick Step      | 3h42'14" |
| 2    | Fred Rodriguez    | Davitamon       | a 8"     |
| 3    | Thor Hushovd      | Crédit Agricole | a 12"    |

Descrizione e riassunto
Nella prima giornata il ciclista italiano Francesco Chicchi batté tutti allo sprint. Una fuga a quattro animò la fase di metà gara, dopodiché CSC, Crédit Agricole e AG2R Prévoyance cucirono lo strappo e portarono il gruppo allo sprint. Sul traguardo di Gravelines l'ex campione del mondo Under-23 regolò Rodriguez e Thor Hushovd.

### 2ª tappa
- 4 maggio: Arques > Le Cateau-Cambrésis – 204,7 km

Risultati
| Pos. | Corridore          | Squadra  | Tempo    |
| ---- | ------------------ | -------- | -------- |
| 1    | Roberto Petito     | Tenax    | 5h07'53" |
| 2    | Stéphane Pétilleau | Bretagne | s.t.     |
| 3    | Simone Cadamuro    | Milram   | s.t.     |

| Pos. | Corridore          | Squadra    | Tempo    |
| ---- | ------------------ | ---------- | -------- |
| 1    | Roberto Petito     | Tenax      | 8h50'13" |
| 2    | Stéphane Pétilleau | Bretagne   | a 4"     |
| 3    | Francesco Chicchi  | Quick Step | a 41"    |

Descrizione e riassunto
La seconda tappa parlò ancora italiano, dopo il successo nella prima frazione di Chicchi: Roberto Petito della Tenax-Salmilano colse il primo successo stagionale. La corsa si animò al chilometro 50, quando cinque uomini decisero di allungare sul gruppo. Poco dopo si riportarono sotto anche Petito e Pétilleau ed il gruppo dei sette raggiunse un vantaggio massimo di 7'30". Al km 132 il francese Anthony Geslin cadde su un tratto in pavé e fu costretto al ritiro, gli accertamenti ospedalieri rileveranno una frattura alla spalla sinistra.
Nel frattempo il gruppo si riportò sotto e solamente Petito e Pétilleau resistettero alla formazione di treni delle squadre dei velocisti. Sul traguardo di Le Cateau-Cambrésis il ciclista italiano regolò in uno sprint a due il compagno d'avventura e balzò anche al comando della graduatoria. Il gruppo, giunto ad appena 37", fu regolato da un altro italiano, Simone Cadamuro, ed in totale furono cinque gli italiani classificati nei primi dieci della graduatoria di tappa, settimo Fabio Baldato, ottavo Francesco Chicchi e nono Cristian Murro.

### 3ª tappa
- 5 maggio: Fontaine-au-Pire > Hénin-Beaumont – 181,1 km

Risultati
| Pos. | Corridore      | Squadra         | Tempo    |
| ---- | -------------- | --------------- | -------- |
| 1    | Gert Steegmans | Davitamon       | 4h14'36" |
| 2    | Isaac Gálvez   | C. d'Epargne    | s.t.     |
| 3    | Thor Hushovd   | Crédit Agricole | s.t.     |

| Pos. | Corridore          | Squadra    | Tempo     |
| ---- | ------------------ | ---------- | --------- |
| 1    | Roberto Petito     | Tenax-     | 13h04'49" |
| 2    | Stéphane Pétilleau | Bretagne   | a 4"      |
| 3    | Francesco Chicchi  | Quick Step | a 41"     |

Descrizione e riassunto
Corsa animata sin dal chilometro 59 con una fuga a quattro, ma il gruppo non concesse più di due minuti e poco dopo si riportò sui fuggitivi. Ci provò anche Pierrick Fédrigo ma non ebbe sorte migliore, l'arrivo si decise allo sprint ed il vincitore fu il ventiseienne belga Gert Steegmans. Petito conservò la maglia rosa; la corsa registrò il ritiro di Nico Mattan, che decise di non prendere il via.

### 4ª tappa
- 6 maggio: Nœux-les-Mines > Parc Départemental d'Olhain-Pas-de-Calais – 190,2 km

Risultati
| Pos. | Corridore         | Squadra         | Tempo    |
| ---- | ----------------- | --------------- | -------- |
| 1    | Pierrick Fédrigo  | Bouygues Tél.   | 4h55'20" |
| 2    | Didier Rous       | Bouygues Tél.   | a 12"    |
| 3    | Sébastien Hinault | Crédit Agricole | s.t.     |

| Pos. | Corridore          | Squadra       | Tempo     |
| ---- | ------------------ | ------------- | --------- |
| 1    | Roberto Petito     | Tenax         | 18h00'45" |
| 2    | Stéphane Pétilleau | Bretagne      | a 4"      |
| 3    | Didier Rous        | Bouygues Tél. | a 18"     |

Descrizione e riassunto
Tappa complicata con diversi saliscendi e subito numerosi tentativi di fuga, alla fine sette uomini riuscirono ad avvantaggiarsi. I sette procedettero regolari ma, intorno al km 150, avvenne la svolta della tappa: Fédrigo ed Hinault, insieme a Sébastien Rosseler e Nicolas Portal, si riportarono sui fuggitivi, mentre alcuni problemi meccanici costrinsero il leader della classifica Petito a qualche fuoriprogramma.
Giunti al km 165 Fédrigo si staccò dal gruppetto di testa e dopo 25 km in solitaria poté alzare le braccia sul traguardo finale. Petito, arrivato a 36", conservò la maglia rosa.

### 5ª tappa
- 7 maggio: Seclin > Dunkerque – 163,7 km

Risultati
| Pos. | Corridore       | Squadra         | Tempo    |
| ---- | --------------- | --------------- | -------- |
| 1    | Isaac Gálvez    | C. d'Epargne    | 3h32'39" |
| 2    | Thor Hushovd    | Crédit Agricole | s.t.     |
| 3    | Simone Cadamuro | Milram          | s.t.     |

| Pos. | Corridore          | Squadra       | Tempo     |
| ---- | ------------------ | ------------- | --------- |
| 1    | Roberto Petito     | Tenax         | 21h33'24" |
| 2    | Stéphane Pétilleau | Bretagne      | a 4"      |
| 3    | Didier Rous        | Bouygues Tél. | a 18"     |

Descrizione e riassunto
Tappa senza significative asperità che si risolse allo sprint. Una fuga di cinque uomini restò a "bagnomaria" sino a pochi chilometri dal traguardo, poi ci si preparò per la volata finale, vinta questa volta dallo spagnolo Isaac Gálvez. Il successo finale fu di Roberto Petito che, a 35 anni, divenne il primo italiano ad aggiudicarsi la corsa francese.

## Evoluzione delle classifiche
| Tappa              | Vincitore          | Classifica generale Maglia rosa | Classifica a punti Maglia verde | Classifica montagna Maglia a pois | Classifica giovani Maglia bianca | Classifica a squadre  |
| ------------------ | ------------------ | ------------------------------- | ------------------------------- | --------------------------------- | -------------------------------- | --------------------- |
| 1ª                 | Francesco Chicchi  | Francesco Chicchi               | Francesco Chicchi               | Claudio Cucinotta                 | Niels Brouzes                    | Quick Step-Innergetic |
| 2ª                 | Roberto Petito     | Roberto Petito                  | Francesco Chicchi               | Roberto Petito                    | Niels Brouzes                    | Tenax-Salmilano       |
| 3ª                 | Gert Steegmans     | Roberto Petito                  | Thor Hushovd                    | Roberto Petito                    | Niels Brouzes                    | Tenax-Salmilano       |
| 4ª                 | Pierrick Fédrigo   | Roberto Petito                  | Thor Hushovd                    | Florent Brard                     | Sébastien Rosseler               | Bouygues Télécom      |
| 5ª                 | Isaac Gálvez       | Roberto Petito                  | Thor Hushovd                    | Florent Brard                     | Sébastien Rosseler               | Bouygues Télécom      |
| Classifiche finali | Classifiche finali | Roberto Petito                  | Thor Hushovd                    | Florent Brard                     | Sébastien Rosseler               | Bouygues Télécom      |

## Classifiche finali

### Classifica generale - Maglia rosa
| Pos. | Corridore           | Squadra         | Tempo     |
| ---- | ------------------- | --------------- | --------- |
| 1    | Roberto Petito      | Tenax           | 21h33'24" |
| 2    | Stéphane Pétilleau  | Bretagne        | a 4"      |
| 3    | Didier Rous         | Bouygues Tél.   | a 16"     |
| 4    | Sébastien Hinault   | Crédit Agricole | a 17"     |
| 5    | Laurens ten Dam     | Unibet.com      | a 27"     |
| 6    | Johan Coenen        | Unibet.com      | a 33"     |
| 7    | Sébastien Rosseler  | Quick Step      | s.t.      |
| 8    | Nicolas Portal      | C. d'Epargne    | s.t.      |
| 9    | Sebastian Langeveld | Skil-Shimano    | s.t.      |
| 10   | Marcel Sieberg      | Wiesenhof       | a 34"     |

### Classifica a punti - Maglia verde
| Pos. | Corridore         | Squadra         | Punti |
| ---- | ----------------- | --------------- | ----- |
| 1    | Thor Hushovd      | Crédit Agricole | 58    |
| 2    | Simone Cadamuro   | Milram          | 50    |
| 3    | Isaac Gálvez      | C. d'Epargne    | 43    |
| 4    | Francesco Chicchi | Quick Step      | 36    |
| 5    | Marcel Sieberg    | Wiesenhof       | 33    |

### Classifica scalatori - Maglia a pois
| Pos. | Corridore         | Squadra      | Punti |
| ---- | ----------------- | ------------ | ----- |
| 1    | Florent Brard     | C. d'Epargne | 14    |
| 2    | Freddy Bichot     | F. des Jeux  | 9     |
| 3    | Roberto Petito    | Tenax        | 8     |
| 4    | Mathieu Drujon    | Auber 93     | 6     |
| 5    | Claudio Cucinotta | Tenax        | 6     |

### Classifica giovani - Maglia bianca
| Pos. | Corridore           | Squadra      | Tempo     |
| ---- | ------------------- | ------------ | --------- |
| 1    | Sébastien Rosseler  | Quick Step   | 21h33'57" |
| 2    | Sebastian Langeveld | Skil-Shimano | s.t.      |
| 3    | Marcel Sieberg      | Wiesenhof    | a 1"      |
| 4    | Niels Brouzes       | Auber 93     | a 12"     |
| 5    | Brian Vandborg      | Team CSC     | a 31"     |

### Classifica a squadre
| Pos. | Squadra                        | Tempo     |
| ---- | ------------------------------ | --------- |
| 1    | Bouygues Télécom               | 64h41'25" |
| 2    | Unibet.com                     | a 38"     |
| 3    | Caisse d'Epargne-Illes Balears | a 54"     |
| 4    | Quick Step-Innergetic          | a 56"     |
| 5    | AG2R Prévoyance                | a 1'32"   |